# Campo Real
Campo Real là một đô thị trong Cộng đồng Madrid, Tây Ban Nha. Đô thị Campo Real có diện tích 61,8 km², dân số theo điều tra năm 2010 của Viện thống kê quốc gia Tây Ban Nha là 4865 người. Đô thị Campo Real nằm ở khu vực có độ cao 777 mét trên mực nước biển. Cự ly so với Madrid là 20 km.